# Karangkering
Karangkering is een bestuurslaag in het regentschap Gresik van de provincie Oost-Java, Indonesië. Karangkering telt 1204 inwoners (volkstelling 2010).